# Arbegas
Arbegas (光速電神アルベガス,?, Kōsoku denjin Arubegasu), è un anime televisivo giapponese di 45 episodi, prodotto dalla Toei Animation nel 1983.

## Trama
La serie si svolge in un ipotetico futuro, in cui la Terra deve fronteggiare la minaccia aliena dell'Impero dei Derinjer. A questo scopo il professor Mizuki e la dottoressa Asabuki creano un robot componibile usando i prototipi creati per un concorso da tre giovani: Daisaku Enjoji, Tetsuya Jin e la figlia del professor Mizuki, Hotaru. A questi vengono quindi affidati i tre robot, Alfa, Beta e Gamma (da qui il nome Aru-be-gasu) che possono combinarsi tra loro in sei diverse configurazioni, utilizzate per affrontare i nemici nelle diverse situazioni. Di queste, la più potente è la Denjin, che dà luogo al potente Dio Elettrico Arbegas.

## Staff
- Regia generale
  - Kozo Morishita
- Regia episodi
  - Masamitsu Sasaki
  - Masao Ito
  - Noriyasu Yamauchi
  - Keiji Hisaoka
  - Takao Yoshisawa
  - Masayuki Akehi
- Sceneggiatura
  - Akiyoshi Sakai
- Pianificazione
  - Shigenori Kageyama
  - Koichi Ohata
- Animazione
  - Hajie Kaneko
  - Toshio Mori
- Musica
  - Michiaki Watanabe

## Personaggi principali
- Daisaku Enjoji[1]: Uno dei tre giovani piloti di Arbegas; ragazzo molto estroverso e a volte un po' immaturo, può essere considerato il leader del gruppo.
- Tetsuya Jin[2]: Altro membro dei piloti di Arbegas; tipo molto serio e attaccabrighe che nel corso della serie si innamora della figlia del generale Dari.
- Hotaru Mizuki: L'unica ragazza tra i piloti di Arbegas; è la figlia del professor Mizuki, è una studentessa modello e anche una brava tennista.
- Professor Mizuki: È lo scienziato che ha progettato e costruito il Dio Elettrico Arbegas ed è anche il padre di Hotaru; alla fine della storia si sposa con la sua assistente Saeko.
- Goro: Goffo ragazzo che pilota anche lui un robot chiamato "Gori robot"; è innamorato (non corrisposto) di Hotaru.
- Saeko: Assistente del prof. Mizuki.

## Nemici
- Grande Deran: È il capo supremo dei derinjer; è lui che ha dato vita a tutti i suoi sottoposti, viene rappresentato come una sfera di energia dotata di intelligenza.
- Presidente Bayos: Compare a metà serie per sostituire il pres. Anzas e diventa il nemico principale dei terrestri; lo scontro finale si svolgerà proprio con lui.
- Barone Daimon: Infido servitore prima di Anzas e poi di Bayos; muore nell'ultimo episodio dopo la scomparsa di Deran.
- Mirazero: Spia dei derinjer che organizza spesso tranelli per i terrestri; anche lei muore nell'ultimo episodio dopo la scomparsa di Deran.
- Generale Dari: Assistente di Bayos; è l'unico membro dei derinjer a passare dalla parte di Arbegas. Muore nel penultimo episodio.
- Presidente Anzas: Nemico della prima parte; muore in combattimento contro Arbegas nell'episodio 29.
- Generale Daston: Ufficiale al servizio di Anzas; combatte personalmente contro Arbegas perdendo la vita nell'episodio 27.
- Catastora: Comandante dei derinjer, in passato era un "pirata dello spazio"; viene ucciso per tradimento su ordine di Anzas nell'episodio 28.

## Doppiatori
| Nome giapponese               | Nome italiano    | Doppiatore            |
| ----------------------------- | ---------------- | --------------------- |
| Daisaku Enjoji                | Taisaku Enjoji   | Alessio Cigliano      |
| Tetsuya Jin                   | Tetsuya Kami     | Angelo Maggi          |
| Hotaru Mizuki                 |                  | Daniela Caroli        |
| Derinja                       | Deran            | Norman Mozzato        |
| Prof. Mizuki                  | Professor Mizuki | Bruno Cattaneo        |
| Goro Kumai                    |                  | Bruno Cattaneo        |
| Ritsuko                       |                  |                       |
| Saeko                         |                  | Daniela Caroli        |
| Bunta                         |                  | Graziella Polesinanti |
| President Bios                | Pres Bayos       | Bruno Cattaneo        |
| Generale Dari                 |                  | Giorgio Giuliano      |
| President Anzas               |                  | Sandro Dori           |
| Generalissimo (Shogun) Duston | Gen Daston       | Norman Mozzato        |
| Commander Katastora           |                  | Bruno Cattaneo        |
| Barone Daimon                 |                  | Sandro Dori           |
| Commander Mira Zero           |                  | Stefanella Marrama    |

## Mecha
| Configurazione | Colore | Pilota         |
| -------------- | ------ | -------------- |
| Alfa Robo      | Nero   | Daisaku Enjoji |
| Beta Robo      | Blu    | Tetsuya Jin    |
| Gamma Robo     | Rosso  | Mizuki Hotaru  |

### Configurazioni
| Arbegas Mode                              | Configurazione     | Colori           |
| ----------------------------------------- | ------------------ | ---------------- |
| Dimensione Denjin (Dio Elettrico Arbegas) | Alpha, Beta, Gamma | Nero, Blu, Rosso |
| Dimensione Magma                          | Beta, Gamma, Alpha | Blu, Rosso, Nero |
| Dimensione Spazio                         | Alpha, Gamma, Beta | Nero, Rosso, Blu |
| Dimensione Marina                         | Gamma, Alpha, Beta | Rosso, Nero, Blu |
| Dimensione Protezione                     | Gamma, Beta, Alpha | Rosso, Blu, Nero |
| Dimensione Cielo                          | Beta, Alpha, Gamma | Blu, Nero, Rosso |

Una volta unito, il primo robot elencato forma il torso, la testa, le armi e le cosce superiori di Arbegas, il secondo robot la parte di mezzo, lo zaino superiore e le parti posteriori dei piedini più bassi, ed il terzo robot forma la vita, lo zaino più basso e la parte prominente dei piedini più bassi.

### Super Arbegas e Nuovo Super Arbegas
All'inizio della serie ogni pilota utilizza un velivolo più piccolo, che va ad inserirsi nel rispettivo robot, tramite i piccoli portelli nelle parti posteriori, per poi pilotarlo. I tre velivoli possono anche unirsi in un singolo velivolo denominato Super Arbegas. Essi vengono sostituiti poco dopo da una serie differente di piccoli velivoli che possono trasformarsi nelle forme bipedi dei singoli jet e similmente si uniscono nel Nuovo Super Arbegas.
| Jet Originale | Jet Trasformabile/Robot       | Pilota         |
| ------------- | ----------------------------- | -------------- |
| Jet Alpha     | Nuovo Jet Alpha/Jetrobo Alpha | Daisaku Enjoji |
| Jet Beta      | Nuovo Jet Beta/Jetrobo Beta   | Tetsuya Jin    |
| Jet Gamma     | Nuovo Jet Gamma/Jetrobo Gamma | Hotaru Mizuki  |

## Edizione italiana
In Italia la serie è stata trasmessa a partire dal 1987 circa su varie televisioni locali e circuiti (ad esempio Odeon TV e Supersix); a fine anni '90 è stata replicata su Telemontecarlo e TMC 2. L'edizione italiana utilizza le sigle originali. La serie è stata pubblicata, nella sua edizione televisiva, in 9 DVD e poi in cofanetto nei primi anni 2000 dalla Mondo Home Entertainment.

## Episodi
| Nº | Titolo italiano Giapponese 「Kanji」 - Rōmaji | In onda           | In onda |
| Nº | Titolo italiano Giapponese 「Kanji」 - Rōmaji | Giapponese        |         |
| 1  | Gli eroi della scuola di Aoba 「青葉学園の勇者」 - aoba gakuen no yūsha | 30 marzo 1983     |         |
| 1  | Poco dopo la distruzione di uno shuttle per l'impatto con l'enorme astronave aliena del popolo dei Derinjer, ha luogo la premiazione dei tre vincitori del concorso di robotica della scuola di Aoba: Enjoji Taisaku, Mizuki Hotaru e Kami Tetsuya. Un gigantesco robot alieno Tokyo seminando distruzione; i tre ragazzi, preceduti dal loro compagno di scuola Goro (sul Gori Robot costruito da lui) si recano sul posto coi loro robot, ma non riescono a fermarlo. Il professor Mizuki modifica i tre robot in modo che possano sostenere un combattimento e assemblarsi tra di loro in modo da moltiplicare la loro forza; Taisaku, Hotaru e Tetsuya affrontano così nuovamente i Derinjer e, grazie all'unione nel Dio elettrico Arbegas, riescono a vincere la battaglia. |                   |         |
| 2  | Il supersonico Arbegas 「燃えろ！アルベガス」 - moe ro! arubegasu | 6 aprile 1983     |         |
| 2  | I Derinjer minacciano prima di distruggere i satelliti artificiali che orbitano attorno alla Terra, poi di sganciare delle armi chimiche su Tokyo, mentre Arbegas è in manutenzione, impossibilitato a intervenire. Taisaku, Hotaru e Tetsuya decidono allora di prendere ugualmente i robot e s'introducono in un'astronave Derinjer atterrata in Giappone, facendola esplodere dopo che è decollata. |                   |         |
| 3  | Inconsueta minaccia 「狙われた青葉学園」 - nerawa reta aoba gakuen | 13 aprile 1983    |         |
| 3  | Una nuova insegnante si accattiva la simpatia di Goro perché gli ricorda la madre scomparsa. La donna è in realtà una Derinjer sotto mentite spoglie e ipnotizza Goro perché obbedisca solo a lei. Tuttavia, quando cerca di sfruttare Goro e il suo robot contro Arbegas, il ragazzo ha un sussulto e si ribella al suo controllo malefico. |                   |         |
| 4  | Ti aspetto, Dikei! 「ぼくの宇宙生物ＤＫ」 - bokuno uchū seibutsu DK | 20 aprile 1983    |         |
| 4  | L'orfanello Bunta incontra per caso una creatura aliena di nome Dikei e ne diventa amico, ignaro del fatto che è essa stata inviata dai Derinjer per assorbire le energie degli esseri umani, grazie alle quali può diventare gigantesca. Tetsuya, la cui sorella è un medico che esercita la sua professione sull'isola dove abita Bunta, intuisce la situazione e uccide l'alieno in combattimento. |                   |         |
| 5  | Un amore impossibile 「恋のアンバランス作戦」 - koi no anbaransu sakusen | 27 aprile 1983    |         |
| 5  | Mentra sta andando a scuola, Taisaku salva da un tentativo di rapimento la giovane Rumi Otomi, della quale gli viene detto che è la figlia di un ricchissimo banchiere. La rivede più volte nei giorni successivi e accetta di fare una gita con lei sul suo motoscafo; quando riceve una chiamata dalla base per un attacco derinjer in corso, Rumi lo prega di restare con lei. Taisaku si riunisce comunque ai suoi compagni, ma quando affronta il robot dei Derinjer scopre che al suo interno si trova Rumi presumibilmente tenuta in ostaggio. Rumi però si rivela essere un ginoide costruito dagli alieni, col risultato che Arbegas può distruggere il robot senza più remore.                                                                                          |                   |         |
| 6  | Androking 「金賞ロボの反乱」 - kinshō robo no hanran | 4 maggio 1983     |         |
| 6  | Il presidente di un'industria robotica chiede la collaborazione dei piloti dell'Arbegas per costruire il prototipo di un robot accessibile a tutti, denominato Androking. Il professor Mizuki rifiuta l'idea di mettere a disposizione la base in cui alberga Arbegas; i ragazzi si organizzano allora per conto proprio. Durante la presentazione al pubblico il robot, nel quale sono saliti tre bambini, inizia a comportarsi in modo distruttivo: a prenderne il controllo è stato l'industriale, che è in combutta con i Deringer. Arbegas interviene per bloccare Androking e salvare i bambini all'interno, dopodiché quest'ultimo robot viene distrutto. |                   |         |
| 7  | Il fantastico Gori robot 「男ゴリロボ一番手柄」 - otoko gorirobo ichibante gara | 11 maggio 1983    |         |
| 7  | Goro fantastica di vincere un prestigioso premio per riuscire a conquistare Hotaru. Entrato nella base di Arbegas per sottoporre il proprio progetto al professor Mizuki, scopre così che i piloti del super robot sono i suoi compagni di scuola, e si sente sminuito per non essere stato preso in considerazione per quel ruolo. Intanto i Derinjer, per sconfiggere Arbegas, pensano di attaccare i tre robot prima che si uniscano, e ne provocano l'intervento con assalti a mezzi di trasporto terrestri. Solo l'arrivo del Gori Robot, che trattiene il mostro derinjer, permettere ad Alfa, Beta e Gamma di unirsi e vincere la battaglia. |                   |         |
| 8  | La principessa Kaguya 「青葉学園のかぐや姫」 - aoba gakuen nokaguya hime | 18 maggio 1983    |         |
| 8  | Un'indovina incontrata da Hotaru per strada dice alla ragazza di aver capito che ha delle preoccupazioni. L'affermazione spinge Hotaru a farle visita; l'indovina, che è la deringer Mirazero travestita, le mette in un orecchino un dispositivo di controllo psichico e le fa credere di essere di origine extraterrestre, citando la leggenda della principessa Kaguya. Dei ragazzi sedicenti extraterrestri chiedono l'aiuto di Hotaru per salvare i propri simili sulla Luna, così questa si reca sul satellite col Gamma Robot, solo per essere attaccata da coloro che credeva i suoi nuovi amici. Arrivano Alfa e Beta, contro i quali si rivolge anche Hotaru finché è sotto il controllo dei Derinjer; quando Tatsuya la libera da ciò, insieme sconfiggono i nemici.   |                   |         |
| 9  | Un ladro misterioso 「怪盗Ｘ・哲也が二人」 - kaitō X. tetsuya ga futari | 25 maggio 1983    |         |
| 10 | Viaggio d'amore 「ダン子先生の恋愛旅行」 - dan ko sensei no ren'ai ryokō | 1º giugno 1983    |         |
| 11 | L'uomo del luna park 「オーロラに消えたロイド」 - orora ni kie ta roido | 8 giugno 1983     |         |
| 12 | La balena immortale 「空飛ぶ不死身くじら」 - kūhi bu fujimi kujira | 15 giugno 1983    |         |
| 13 | L'enciclopedia di Arbegas 「アルベガス大百科」 - arubegasu daihyakka | 22 giugno 1983    |         |
| 14 | L'isola misteriosa 「ニュー・スーパーアベガ誕生」 - nyu. supaabega tanjō | 29 giugno 1983    |         |
| 15 | Il rapimento 「アルベガスの秘密を探れ！」 - arubegasu no himitsu wo sagure! | 6 luglio 1983     |         |
| 16 | Il nemico invisibile 「見えない敵を斬る！」 - mie nai kanawo kiru! | 13 luglio 1983    |         |
| 17 | La voce del sangue 「デリンジャーの母」 - derinja no haha | 20 luglio 1983    |         |
| 18 | Il volere di dio 「哲也の花嫁は15才」 - tetsuya no hanayome ha 15 sai | 27 luglio 1983    |         |
| 19 | Il capobanda 「俺たちの愛した番長」 - ore tachino itoshi ta banchō | 3 agosto 1983     |         |
| 20 | Adamo ed Eva 「アダム五郎とイブほたる」 - adamu gorō to ibu hotaru | 10 agosto 1983    |         |
| 21 | Premio speciale 「ロボット大相撲の陰謀」 - robotto oozumō no inbō | 17 agosto 1983    |         |
| 22 | La trappola per orche 「バカンスはシャチが一杯！」 - bakansu ha shachi ga ippai! | 24 agosto 1983    |         |
| 23 | Brindisi per papà 「父と子の神話」 - chichi to ko no shinwa | 31 agosto 1983    |         |
| 24 | Le lacrime di Derin 「偉大なるデランの涙」 - idai naru deran no namida | 7 settembre 1983  |         |
| 25 | Il fascino del successo 「アルベガス大放送」 - arubegasu dai hōsō | 14 settembre 1983 |         |
| 26 | Il messaggero del grande capo 「悪魔の使者バイオス」 - akuma no shisha baiosu | 21 settembre 1983 |         |
| 27 | L'ultima battaglia del generale 「ダストン将軍の最期」 - dasuton shōgun no saigo | 28 settembre 1983 |         |
| 28 | Cassiopea l'uragano 「バイオスを闇に葬れ」 - baiosu wo yami ni hōmure | 5 ottobre 1983    |         |
| 29 | Il nuovo generale 「襲来！デリンジャー要塞」 - shūrai! derinja yōsai | 12 ottobre 1983   |         |
| 30 | Viaggio sul Galaxy Express 「男ゴリロボ一番手柄 （第７話再放送）」 - otoko gorirobo ichibante gara (dai 7 hanashi saihōsō) | 19 ottobre 1983   |         |
| 31 | Tutto per amore 「銀河鉄道パニック」 - gingatetsudō panikku | 26 ottobre 1983   |         |
| 32 | Amore a prima vista 「ほたるは熱烈プロレス狂」 - hotaruha netsuretsu puroresu kyō | 2 novembre 1983   |         |
| 33 | Un professore severo 「必殺！裏町の玉三郎」 - hissatsu! uramachi no tamasaburō | 9 novembre 1983   |         |
| 34 | Non scappare, Cenerentola! 「地獄の家庭教師」 - jigoku no kateikyōshi | 16 novembre 1983  |         |
| 35 | Caccia al tesoro 「哀しき恋の戦士」 - kanashi ki koi no senshi | 23 novembre 1983  |         |
| 36 | Un amico fedele 「胸キュン宝探し」 - mune kyun takara sagashi | 30 novembre 1983  |         |
| 37 | Il Gran Canyon 「夏子とコロの物語」 - natsuko to koro no monogatari | 7 dicembre 1983   |         |
| 38 | Cacciatori di frodo 「砂漠の復讐鬼」 - sabaku no fukushūki | 14 dicembre 1983  |         |
| 39 | Festa di compleanno 「アフリカに雪が降る」 - afurika ni yuki ga furu | 21 dicembre 1983  |         |
| 40 | Capodanno 「アルベガス大集合」 - arubegasu daishūgō | 28 dicembre 1983  |         |
| 41 | Giochi di guerra 「宇宙からの年賀状」 - uchū karano nengajō | 4 gennaio 1984    |         |
| 42 | Affetto paterno 「総統の戦争ゲーム」 - sōtō no sensō gemu | 11 gennaio 1984   |         |
| 43 | Il generale Dari 「永遠のジュリア」 - eien no juria | 18 gennaio 1984   |         |
| 44 | Il segreto svelato 「愛と死の決闘」 - ai to shino kettō | 25 gennaio 1984   |         |
| 45 | Per sempre Arbegas 「迫り来るデラン星」 - semari kuru deran hoshi | 1º febbraio 1984  |         |

## La mancata edizione U.S.A.
Negli Stati Uniti Arbegas avrebbe dovuto far parte dell'universo di Voltron come terza parte della saga omonima, ma a causa della reazione negativa del pubblico a Kikō kantai Dairugger XV (l'anime robotico da cui fu tratta la seconda parte della saga), il programma fu abbandonato. Tuttavia, i giocattoli di Arbegas sono stati distribuiti nel mercato americano come " Voltron II" nella linea di Voltron della Matchbox.

## Merchandising
Il giocattolo venne distribuito dalla Popy nel 1983 come Albegas Dx in una scatola orizzontale recante l'immagine di tutte le configurazioni del robot su uno sfondo nero con una griglia verde.
Dopo l'acquisizione della Popy da parte della Bandai il giocattolo fu commercializzato in una differente scatola verticale.
Negli Stati Uniti fu importato dalla Matchbox, come parte della linea Voltron, in due versioni: scatola singola o maxi scatola verticale con tutti e tre i robot inclusi, simile all'edizione Bandai, ma senza la spada Sambai.